# David DePatie
David Hudson DePatie (Los Angeles, 24 de desembre de 1929 – Gig Harbor, 23 de setembre de 2021) va ser un productor, animador i escriptor de cinema i televisió estatunidenc.
Va ser l'últim executiu a càrrec de l'estudi original de dibuixos animats Warner Bros. Al costat de Friz Freleng va formar la productora DePatie–Freleng Enterprises i va ser productor executiu a Marvel Productions.

## Biografia
Va treballar amb Friz Freleng per crear el personatge animat conegut com la pantera rosa, pensat originalment per als crèdits de la pel·lícula de 1963 La pantera rosa, protagonitzada per Peter Sellers. Igual que Freleng, va treballar en sèries animades de Warner Bros com Spiderman (1981-1982), o The Incredible Hulk (1982-1983). Vist l'èxit de la pantera rosa, DePatie i Freleng van formar DePatie–Freleng Enterprises, produint diversos curtmetratges animats incloent una sèrie de la pantera rosa per a cinema i després televisió en les dècades del 1960 i 1970, la qual va ser distribuïda per United Artists. El 1964 va guanyar un premi Oscar al millor curtmetratge animat amb el film The Pink Phink, sent la primera vegada en la història que un estudi guanyava un premi Oscar amb el seu curtmetratge animat debutant.
A més van produir una sèrie del Coiot i el Correcamins per a Warner Bros. En total, DePatie–Freleng van realitzar 14 episodis del Correcamins, dos dels quals van ser dirigits per Robert McKimson.
Després de l'èxit de l'especial de televisió How the Grinch Stole Christmas!, produït en 1966 per Chuck Jones per MGM, DePatie i Freleng van produir una sèrie d'especials per a televisió basats en altres històries del Dr. Seuss, incloent The Lorax i The Cat in the Hat.
DePatie-Freleng Enterprises també va produir altres programes animats com Super 6, Super President, Here Comes The Grump i The Pink Panther Show amb personatges com The Inspector (basat en el personatge de Peter Sellers), The Ant and The Aardvark i Mister Jaw, al costat d'altres emesos per NBC.